# كارل أندرسون (مصارع رياضي)
كارل أندرسون هو مصارع رياضي سويدي، ولد في 10 فبراير 1884 في Skurup ‏ في السويد، وتوفي في 2 فبراير 1977 في لاندسكرونا في السويد.

## وصلات خارجية
- كارل أندرسون على موقع أوليمبيديا (الإنجليزية)
- كارل أندرسون على موقع اللجنة الأولمبية السويدية (السويدية)